# Claire Coombs
Claire Louise, Prinses van België, geboren Claire Louise Coombs (Bath, 18 januari 1974), is de echtgenote van de prins van België Laurent van Saksen-Coburg.
Coombs is de dochter van Nicholas Coombs (Wimbledon, 1938), een Brits zakenman, en zijn Belgische vrouw Nicole Mertens (Elsene, 1951). Ze woont sinds haar derde jaar in België.
Op 12 april 2003 trad Coombs in het huwelijk met prins Laurent en op 6 februari 2004 beviel zij van haar eerste kind, prinses Louise. Op 13 december 2005 schonk zij het leven aan een tweeling; twee zonen die de namen Nicolas en Aymeric dragen.
Ze spreekt vlotter Frans en Engels dan Nederlands waarvoor ze al meermaals bekritiseerd werd in de Vlaamse pers. Mede daardoor ging Coombs stage lopen bij een Antwerps bedrijf. Ze werkte tot in 2003 als landmeter als vennote in het landmetersbureau Brône, Oldenhove & Coombs en hield zich professioneel met geodesie bezig.
Tevens is ze ook peettante van prinses Eléonore, de jongere zus van Elisabeth, kroonprinses van België. 
In 2018 kreeg ze de UnitedHumans Award.